# Advena charon
Advena charon là một loài ốc hoặc dạng nửa sên hô hấp trên cạn, là động vật thân mềm chân bụng có phổi sống trên cạn trong họ Helicarionidae. Đây là loài đặc hữu của đảo Norfolk, một lãnh địa thuộc Úc.